# 鈴木優花
鈴木 優花（すずき ゆうか、1999年9月14日 - ）は、日本の陸上競技選手、長距離走。2019年夏季ユニバーシアードハーフマラソン個人・団体金メダリスト。マラソン女子日本学生記録保持者。

## 経歴・人物
秋田県仙北郡中仙町長野（現在の大仙市）出身。大仙市立中仙中学校時代に陸上競技とバスケットボールの二刀流でスポーツに打ち込む。また中学校時代には東北電力主催の中学生作文コンクールで佳作入選を果たした経歴を持つ。
秋田県立大曲高等学校に進学後に本格的に競技に打ち込む。高校時代は3年時の平成29年度全国高等学校総合体育大会（山形県総合運動公園陸上競技場）女子3000m予選に出場、同組で走った田中希実（兵庫県立西脇工業高等学校）、大西ひかり（須磨学園高等学校）らに大きく水をあけられて12位で予選落ちした。
2018年に大東文化大学スポーツ・健康科学部スポーツ科へ入学すると、入学直後の6月に出場した2018年日本学生陸上競技個人選手権大会（平塚競技場）では女子5000mで鍋島莉奈（鹿屋体育大学）が2012年に記録した15分52秒95を更新する15分46秒84の大会新記録で優勝して注目を集めた。同年の全日本大学女子駅伝（宮城県仙台市）では2区を走り、13位で襷を受けて12人を抜き去り3区にトップで繋ぎ、自らも区間賞を獲得するという快走を見せた。大学女子選抜（富士山女子）駅伝では過酷な山上りの7区で区間新を出した。
2019年、ユニバーシアードのハーフマラソンで加世田梨花（名城大学）を終盤で振り切り、個人・団体で金メダルを獲得、年末の実業団記録会では10000m学生歴代2位の記録を出す。全日本大学女子駅伝では3区を走り、先行する和田有菜（名城大学）に追いつき並走し最後に振り切られたものの区間賞を獲得した。続く大学女子選抜（富士山女子）駅伝7区でも先行する和田有菜（名城大学）を追い大幅に差を詰めたが逆転はできず、大東文化大学チームの目標である大学女子駅伝の初制覇は2020年以降に持ち越された。
同世代には強力なライバルが特に多く、2020年の全国女子駅伝の中継で、田中希実（豊田自動織機TC）や廣中璃梨佳（日本郵政グループ）の活躍には刺激を受けていると語ったことが紹介された。
コロナ禍の2020年シーズン、夏場に腓骨疲労骨折し、日本インカレは欠場したが、全日本大学女子駅伝に出場。最終区間の6区で名城大学の高松智美ムセンビを抑え区間新でチームを3位から2位にあげた。年末の富士山女子駅伝では初のエース区間となる5区で名城大学のエース加世田らを抑え区間賞を獲得、大東文化大学の準優勝に貢献した。
2021年9月の日本インカレ10000mでは、32分04秒の大会新記録でライバル大学の選手らを大きく突き放して優勝した。全日本大学女子駅伝では最長区間の5区で出走。拓殖大学の不破聖衣来に敗れて同大会4年連続区間賞を逃したが、5位で受けた襷を2位まで上げチームの準優勝に貢献した。富士山女子駅伝では、5区で再び不破聖衣来に敗れて区間2位ながら従来の区間記録を1分以上更新し、13位から10人抜きで3位までチーム順位を押し上げる走りを見せた。
2022年3月13日、初マラソンとなる名古屋ウィメンズマラソンで女子日本学生記録となる2時間25分02秒で5位に入り、2024年パリオリンピックの出場権を争うマラソングランドチャンピオンシップ出場権を獲得した。
パリオリンピックのマラソン日本代表決定戦となった「2023年のマラソングランドチャンピオンシップ」では猛烈な雨が降りしきる中でのレースとなり、38km付近で先頭を走っていた一山麻緒を捉えるとそのまま抜き去って独走態勢となり、国立競技場のゴールでは2時間24分09秒の自己ベストを出して優勝、パリオリンピック日本代表を内定させた。出場選手中最年少での快挙であった。秋田県出身選手の五輪女子マラソン出場は、1996年のアトランタオリンピックの浅利純子（ダイハツ=当時、17位）以来28年ぶりとなる。大仙市民賞受賞。
2024年8月11日に行われたパリオリンピック女子マラソンでアフリカ勢らスピードランナーと渡り合い日本勢トップとなる6位入賞。この種目、日本勢は東京大会に続いての入賞となった。

## 主な記録
| 年     | 大会                                           | 種目           | 順位     | 備考                                               |
| ------ | ---------------------------------------------- | -------------- | -------- | -------------------------------------------------- |
| 2016年 | 岡山インターハイ2016                           | 3000m          | 14位     |                                                    |
| 2017年 | 全国女子駅伝                                   | 2区            | 区間9位  | 秋田県22位                                         |
| 2018年 | 日本学生個人                                   | 5000m          | 優勝     | 大会記録                                           |
|        | 日本インカレ                                   | 5000m          | 5位      |                                                    |
|        | 全日本大学女子駅伝                             | 2区            | 区間賞   | 大東文化大2位                                      |
|        | 大学女子選抜（富士山女子）駅伝                 | 7区            | 区間新   | 大東文化大2位                                      |
| 2019年 | 全国女子駅伝                                   | 1区            | 区間3位  | 秋田県26位                                         |
|        | 日本学生女子（まつえレディース）ハーフマラソン | ハーフマラソン | 優勝     |                                                    |
|        | 第30回夏季ユニバーシアード・ナポリ大会         | ハーフマラソン | 金メダル | 日本金メダル                                       |
|        | 日本インカレ                                   | 10000m         | 4位      |                                                    |
|        | 全日本大学女子駅伝                             | 3区            | 区間賞   | 大東文化大2位                                      |
|        | セブンヒルズロードレース（オランダ）           | 15㎞           | 4位      |                                                    |
|        | 大学女子選抜（富士山女子）駅伝                 | 7区            | 区間2位  | 大東文化大2位                                      |
| 2020年 | 全国女子駅伝                                   | 1区            | 区間4位  | 秋田県30位                                         |
|        | 全日本大学女子駅伝                             | 6区            | 区間新   | 大東文化大2位                                      |
|        | 大学女子選抜（富士山女子）駅伝                 | 5区            | 区間賞   | 大東文化大2位                                      |
| 2021年 | 日本インカレ                                   | 10000m         | 優勝     |                                                    |
|        | 全日本大学女子駅伝                             | 5区            | 区間2位  | 大東文化大2位                                      |
|        | 大学女子選抜（富士山女子）駅伝                 | 5区            | 区間2位  | 大東文化大2位                                      |
| 2022年 | 名古屋ウィメンズマラソン                       | マラソン       | 5位      | 日本学生新記録                                     |
| 2023年 | マラソングランドチャンピオンシップ             | マラソン       | 優勝     | 2024年パリオリンピック・マラソン日本代表選考レース |
|        | 実業団女子駅伝                                 | 3区            | 区間8位  | 第一生命グループ6位                                |
| 2024年 | 全国女子駅伝                                   | 9区            | 区間10位 | 秋田県32位                                         |
|        | 選抜中・長距離大会                             | 10000m         | 2位      | 日本人トップ                                       |
|        | 2024年パリオリンピック                         | マラソン       | 6位      | 日本人トップ、自己ベスト                           |
|        | 実業団女子駅伝                                 | 1区            | 区間13位 | 第一生命グループ7位                                |
| 2025年 | 大阪国際女子マラソン                           | マラソン       | 3位      | 日本人2位、自己ベスト                              |

## 人物像・エピソード
- 母も陸上競技選手であり、800メートルや七種競技の経験がある[36][37]。
- 3歳の頃に、中仙町のウォーキング大会で3キロメートルを休憩無しで完走した[38]。
- パリ五輪代表を決定づけたMGCのNHKラジオ中継では、偶然にも秋田県出身の三輪洋雄が実況を担当した[39]。
- 2025年6月5日、自身のSNSを通じて、パリオリンピックのマラソンに共に出場した赤﨑暁（九電工）との入籍を発表した[40]。

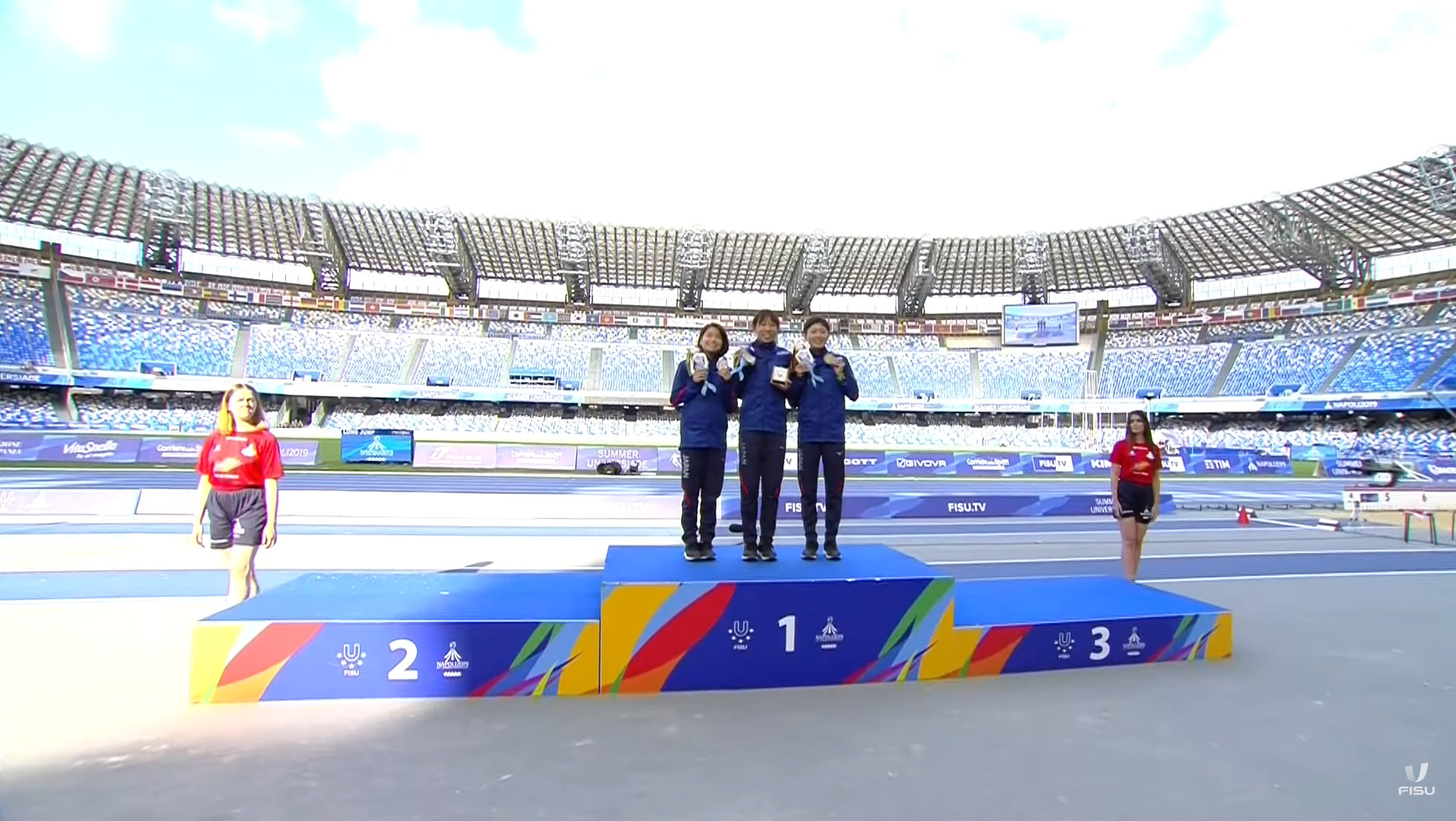
表彰台上の鈴木（中央）